# Festalemps
Festalemps är en kommun i departementet Dordogne i regionen Nouvelle-Aquitaine i sydvästra Frankrike. Kommunen ligger i kantonen Saint-Aulaye som tillhör arrondissementet Périgueux. År 2018 hade Festalemps 245 invånare.

## Befolkningsutveckling
Antalet invånare i kommunen Festalemps
Referens:INSEE